# Zeekr
Zeekr Intelligent Technology Holding Limited, que cotitza com a Zeekr, és una empresa d'automòbils xinesa que cotitza en borsa i una marca propietat de Geely Automobile Holdings. Fundada el 2021, està especialitzada en cotxes elèctrics premium.